# Nathaniel Rateliff
 (décembre 2023).
Si vous disposez d'ouvrages ou d'articles de référence ou si vous connaissez des sites web de qualité traitant du thème abordé ici, merci de compléter l'article en donnant les références utiles à sa vérifiabilité et en les liant à la section « Notes et références ».
Nathaniel Rateliff est un chanteur-compositeur originaire de Denver, dans le Colorado.  D'abord reconnu pour ses compositions folk mélancoliques, sa notoriété grandit depuis la formation en 2013 de son groupe, Nathaniel Rateliff & The Night Sweats.

## Biographie
Nathaniel Rateliff, né en 1978, a grandi dans le Missouri dans une petite commune d'une soixantaine d'habitants. Il apprend la batterie dès l'âge de sept ans puis apprend la guitare en autodidacte à l'adolescence où il commence à écrire ses propres chansons. Il quitte l'école à 16 ans puis déménage à Denver à l'âge de 18 ans où il travaille pendant dix ans sur un quai de chargement pour routiers avant de devenir jardinier et de se marier, période durant laquelle il continue à écrire et se produire sur la scène folk locale.
Avec son premier groupe, Nathaniel Rateliff & the Wheel, il sort en 2007 l'album Desire and Dissolving Men sous le label Public Service Records. Nathaniel Rateliff a par la suite sorti l'album In Memory of Loss sous le label Rounder Records en mai 2010. Cet album est salué par la critique qui le compare souvent aux artistes Bon Iver ou encore Mumford & Sons pour qui il a joué en première partie de leurs concerts.
En septembre 2013, Nathaniel Rateliff sort son second album solo intitulé Falling Faster Than You Can Run et participe à la tournée des groupes The Lumineers et Dr. Dog.
En juin 2015, son nouveau groupe Nathaniel Rateliff & The Night Sweats annonce la sortie du titre à consonance soul rétro S.O.B. sur son album éponyme, sous le label Stax Records. Ce groupe est composé des membres suivants : Joseph Pope III (guitare), Mark Shusterman (clavier), Patrick Meese (batterie), Luke Mossman, Wesley Watkins et Andy Wild. 
Cet album de Nathaniel Rateliff & The Night Sweats a rencontré un grand succès, devenant disque d'or aux États-Unis en 2017.
Tearing at the Seams est le deuxième album studio du groupe Nathan Rateliff & The Night Sweats, il sort le 9 mars 2018 sous Stax Records.
Isolé dans une retraite d'écriture à Tucson (Arizona) au printemps 2017 et secoué par l'échec de son mariage, Rateliff compose What a Drag, chanson plus calme et plus réfléchie que les chansons qu'il avait écrites pour l'album des Night Sweats. Ce sera le début d'un troisième album solo. Mais ce qui a commencé comme un album sur la douloureuse rupture d'une relation s'est transformé en quelque chose de tout à fait différent lorsque Richard Swift, ami de longue date de Rateliff et producteur des deux albums de Night Sweats, est tombé malade. Hospitalisé pour une hépatite en juin 2018, il décède peu de temps après, le 3 juillet 2018 : après la mort de Swift, la portée de l'album a changé. Ce n'était plus un album amer à propos d'un mariage raté. Au lieu de cela, c'est devenu une enquête sur le vieillissement et la perte des proches et pourquoi choisir de continuer, bien que le cœur brisé.
Sorti le 14 février 2020, And It's Still Alright, plus calme, plus lent, ne rencontre pas le succès des deux albums précédents réalisés avec les Night Sweats, succès également contrarié par l'absence de tournée durant la période Covid-19.
Pour résumer, Rateliff dit : « Je pense que cet album est un rappel que nous traversons tous des épreuves, mais quelles que soient les difficultés, tout finit là où il est censé. Peu importe où je suis après la mort de Richard et mon divorce, en vieillissant, je continue à vivre et je continue à trouver de la joie. Je pense que c'est le thème du disque ».

## Discographie

### Albums studio
Nathaniel Rateliff & The Night Sweats
- Nathaniel Rateliff & The Night Sweats (août 2015, Stax Records)
- Tearing at the Seams (avril 2018, Stax Records)
- The future (novembre 2021, Stax Records)

Solo
- In Memory of Loss (mai 2010, Rounder Records)
- Shroud (EP, janvier 2011, Decca)
- Falling Faster Than You Can Run (septembre 2013, Mod y Vi Records)
- And It's Still Alright (février 2020, Stax Records)

Nathaniel Rateliff & The Wheel
- Nathaniel Rateliff & The Wheel: Desire and Dissolving Men (2007)

### Singles
- S.O.B. (2015) [no 30 Alternative Songs]
- You Should’ve Seen the Other Guy (2011, Rounder Records)